# Szalajka-patak (Heves vármegye)
A Szalajka-patak a Bükk hegység területén, a Szalajka-völgyben ered, Szilvásváradtól déli irányban több kisebb vízfolyás összefolyásából. A patak forrásától kezdve észak felé halad, majd Szilvásvárad belterületén a Szilvás-patakba torkollik. A patakon található Szilvásvárad egyik nevezetessége, a Fátyol-vízesés.

## Lefolyása
A Szilvásváradtól délre fekvő hegyvidék kőzeteiből eredő forrásokból kiáramló felszíni vízfolyások egyesüléséből létrejött Szalajka-patak északi irányú lefolyást biztosít a környék számára. Útja során előbb keresztülfolyik Szilvásvárad belterületén, majd a község északi határán beletorkollik a Szilvás-patakba.

## Part menti települések
- Szilvásvárad